# Leon Goretzka
Leon Christoph Goretzka (n. 6 februarie 1995, în Bochum, Germania) este un fotbalist profesionist german care joacă pe postul de mijlocaș la clubul din Bundesliga Bayern Munchen și la echipa națională a Germaniei. Și-a început cariera profesională la VfL Bochum în 2012, apoi a jucat peste 100 de meciuri în Bundesliga pentru Schalke 04 înainte de a semna cu Bayern Munchen în 2018. Internațional cu naționala mare din 2014, acumulează peste 40 de selecții pentru naționala Germaniei și a reprezentat țara la Cupa Confederațiilor FIFA 2017, la Cupa Mondială din 2018 și la UEFA Euro 2020. De asemenea, a făcut parte din echipa olimpică a Germaniei, care a terminat pe locul al doilea la Jocurile Olimpice de vară din 2016.

## Cariera de club

### VfL Bochum
În 1999, Goretzka și-a început cariera cu Werner SV 06 Bochum. A stat doi ani la WSV înainte de a trece la VfL Bochum în 2001. 
Pe 30 iulie 2012, Goretzka a primit medalia de aur Fritz Walter sub 17 ani 2012.  Pe 4 august 2012, și-a făcut debutul profesionist pentru Bochum în 2. Bundesliga împotriva lui Dynamo Dresda pe rewirpowerSTADION . 
Goretzka a avut un sezon 2012-2013 impresionant la Bochum și a fost performerul lor remarcabil, deoarece Bochum a evitat cu puțin retrogradarea din 2. Bundesliga. În timpul sezonului, Goretzka a fost legat de mai multe cluburi mari din Europa, inclusiv Bayern Munchen, Manchester United, Arsenal și Real Madrid. Matthias Sammer, directorul sportiv de atunci a lui Bayern Munchen, s-a întâlnit cu Goretzka pentru a încerca să-l convingă să se alăture lui Bayern în vara lui 2013. 

### Schalke 04
Pe 30 iunie 2013, Schalke 04 a confirmat transferul lui Goretzka de la Bochum. A semnat un contract pe cinci ani până pe 30 iunie 2018. Suma transferului a fost raportată la 3,250 milioane EUR. 

### Bayern München

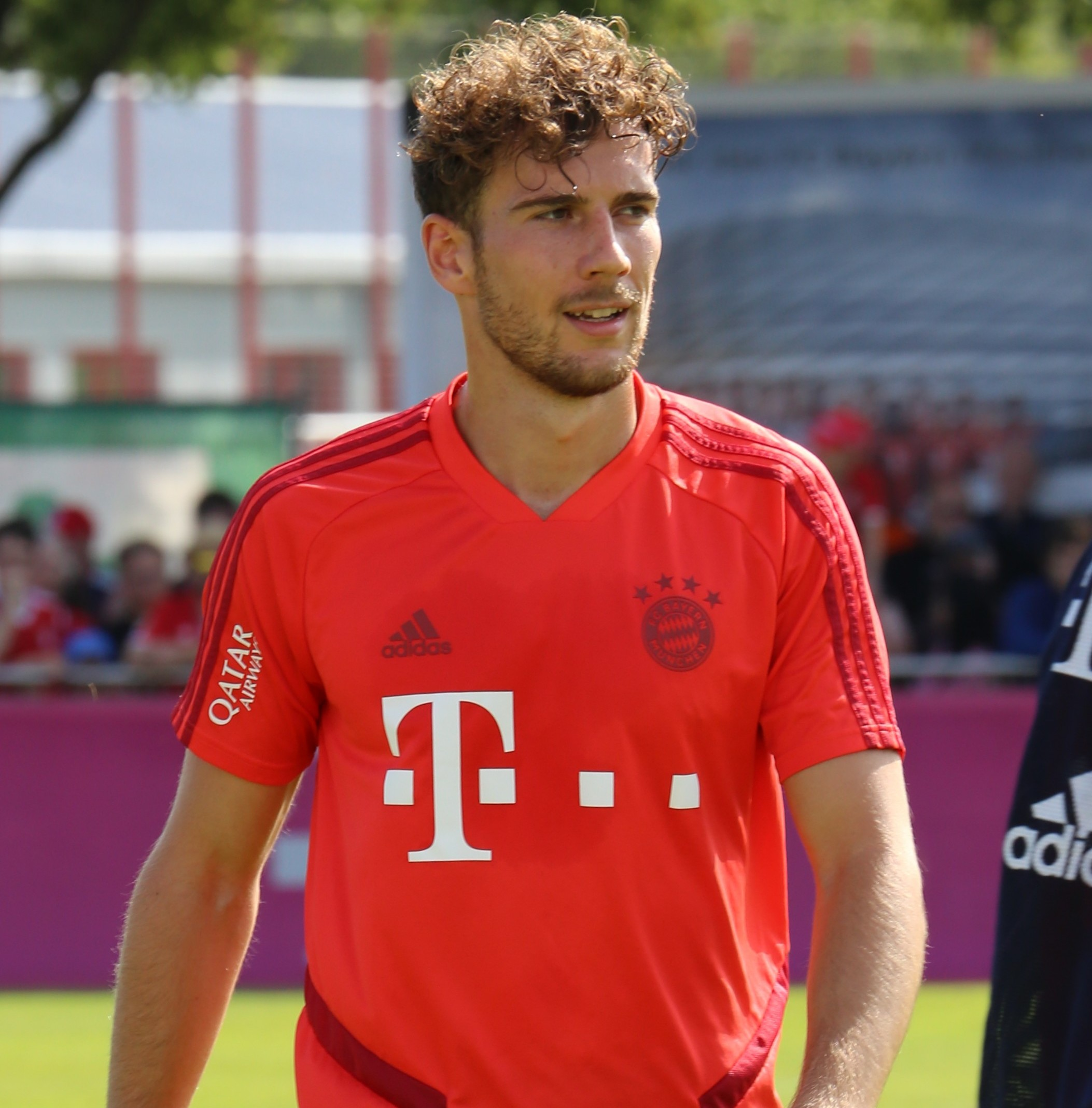
Goretzka cu Bayern Munchen în 2019

Pe 1 iulie 2018, Goretzka s-a alăturat oficial lui Bayern, semnând un contract pe patru ani până în iunie 2022.  Pe 12 august 2018, în Supercupa DFL, a intrat în locul lui Thomas Müller în minutul 64.  Aceasta a fost prima apariție a lui Goretzka pentru Bayern.  Pe 1 septembrie, a marcat primul său gol pentru club într-o victorie cu 3-0 în deplasare împotriva lui VfB Stuttgart .  Anul următor, pe 19 ianuarie 2019, a reușit prima sa dublă în Bundesliga, marcând de două ori într-o victorie cu 3-1 în fața lui Hoffenheim.  Pe 15 februarie 2019, Goretzka a marcat un autogol într-un meci din Bundesliga după 13 secunde; niciun jucător de la Bayern nu atinsese încă mingea. 
Pe 18 mai 2019, Goretzka a câștigat primul său titlu în Bundesliga, Bayern a terminat cu două puncte peste Dortmund, cu 78 de puncte. O săptămână mai târziu, a câștigat prima sa DFB-Pokal, după ce Bayern a învins RB Leipzig cu 3–0 în finala DFB-Pokal din 2019. Nu a apărut în meci deoarece era accidentat. 

#### Sezonul 2019-20
Pe 26 noiembrie 2019, Goretzka a marcat primul său gol în Liga Campionilor în timpul unei victorii cu 6-0 în deplasare cu Steaua Roșie Belgrad.  A jucat un rol esențial în tripla reușită de Bayern sub ordinele lui Hansi Flick. A jucat majoritatea jocurilor, inclusiv întreaga campanie a Ligii Campionilor, făcând un duo la mijlocul terenului cu Joshua Kimmich. După ce Benjamin Pavard s-a accidentat și lui Kimmich i s-a cerut să joace ca fundaș drept, Goretzka a jucat rolul de mijlocaș de box-to-box alături de Thiago, inclusiv în finala Ligii Campionilor . 

#### Sezonul 2020-21
Pe 24 septembrie 2020, Goretzka a marcat un gol într-o victorie cu 2-1 împotriva lui Sevilla după prelungiri în Supercupa UEFA 2020 .  În aprilie 2021, a ratat manșa secundă împotriva lui Paris Saint-Germain în sferturile de finală ale Ligii Campionilor din cauza unor probleme musculare.  Cu toate acestea, a încheiat sezonul câștigând al treilea titlu consecutiv în Bundesliga. 

#### Sezonul 2021-22
Înainte de sezon, lui Goretzka i-a fost atribuit tricoul cu numărul 8 lăsat liber de Javi Martínez . Pe 17 august 2021, Goretzka a cucerit DFL-Super Cup 2021 cu Bayern, jucând toate cele 90 de minute. Pe 16 septembrie, Bayern a anunțat că Goretzka a semnat un nou contract, menținându-l până în 2026. 

#### Sezonul 2022-23
Pe 12 octombrie 2022, a marcat o dublă într-o victorie cu 4-2 în deplasare împotriva lui Viktoria Plzeň, în care Bayern și-a asigurat calificarea în optimile de finală ale Ligii Campionilor . 

## Statistici

### Club
La meciul jucat pe 18 mai 2024.
| Club             | Sezon         | Campionat         | Campionat | Campionat | DFB-Pokal | DFB-Pokal | Competiții europene | Competiții europene | Altele  | Altele | Total   | Total  |
| Club             | Sezon         | Divizie           | Meciuri   | Goluri    | Meciuri   | Goluri    | Meciuri             | Goluri              | Meciuri | Goluri | Meciuri | Goluri |
| ---------------- | ------------- | ----------------- | --------- | --------- | --------- | --------- | ------------------- | ------------------- | ------- | ------ | ------- | ------ |
| VfL Bochum       | 2012–13⁠(d)    | 2. Bundesliga     | 32        | 4         | 4         | 0         | —                   | —                   | —       | —      | 36      | 4      |
| Schalke 04       | 2013–14⁠(d)    | Bundesliga        | 25        | 4         | 2         | 1         | 5                   | 0                   | —       | —      | 32      | 5      |
| Schalke 04       | 2014–15⁠(d)    | Bundesliga        | 10        | 0         | 0         | 0         | 1                   | 0                   | —       | —      | 11      | 0      |
| Schalke 04       | 2015–16⁠(d)    | Bundesliga        | 25        | 1         | 2         | 1         | 7                   | 0                   | —       | —      | 34      | 2      |
| Schalke 04       | 2016–17⁠(d)    | Bundesliga        | 30        | 5         | 2         | 0         | 9                   | 3                   | —       | —      | 41      | 8      |
| Schalke 04       | 2017–18⁠(d)    | Bundesliga        | 26        | 4         | 3         | 0         | —                   | —                   | —       | —      | 29      | 4      |
| Schalke 04       | Total         | Total             | 116       | 14        | 9         | 2         | 22                  | 3                   | —       | —      | 147     | 19     |
| Schalke 04 II⁠(d) | 2014–15⁠(d)    | Regionalliga West | 1         | 0         | —         | —         | —                   | —                   | —       | —      | 1       | 0      |
| Bayern Munich    | 2018–19⁠(d)    | Bundesliga        | 30        | 8         | 5         | 1         | 6                   | 0                   | 1       | 0      | 42      | 9      |
| Bayern Munich    | 2019–20⁠(d)    | Bundesliga        | 24        | 6         | 5         | 1         | 8                   | 1                   | 1       | 0      | 38      | 8      |
| Bayern Munich    | 2020–21⁠(d)    | Bundesliga        | 24        | 5         | 0         | 0         | 7                   | 2                   | 1       | 1      | 32      | 8      |
| Bayern Munich    | 2021–22⁠(d)    | Bundesliga        | 19        | 3         | 1         | 0         | 6                   | 0                   | 1       | 0      | 27      | 3      |
| Bayern Munich    | 2022–23⁠(d)    | Bundesliga        | 27        | 3         | 4         | 1         | 8                   | 2                   | 0       | 0      | 39      | 6      |
| Bayern Munich    | 2023–24       | Bundesliga        | 30        | 6         | 1         | 0         | 10                  | 0                   | 1       | 0      | 42      | 6      |
| Bayern Munich    | 2024–25       | Bundesliga        | 0         | 0         | 0         | 0         | 0                   | 0                   | 0       | 0      | 0       | 0      |
| Bayern Munich    | Total         | Total             | 154       | 31        | 16        | 3         | 46                  | 5                   | 5       | 1      | 221     | 40     |
| Total carieră    | Total carieră | Total carieră     | 303       | 49        | 29        | 5         | 68                  | 8                   | 5       | 1      | 405     | 63     |

1. 1 2 3 4 5 6 7 8  Apariții în UEFA Champions League
2. 1 2  Apariții în UEFA Europa League
3. 1 2 3 4  Apariție în DFL-Supercup
4. ↑  Apariție în UEFA Super Cup

### Cu echipa națională
| Echipa națională | An    | Selecții | Goluri |
| ---------------- | ----- | -------- | ------ |
| Germania         | 2014  | 1        | 0      |
| Germania         | 2015  | 0        | 0      |
| Germania         | 2016  | 2        | 0      |
| Germania         | 2017  | 9        | 6      |
| Germania         | 2018  | 7        | 0      |
| Germania         | 2019  | 6        | 5      |
| Germania         | 2020  | 4        | 1      |
| Germania         | 2021  | 12       | 2      |
| Germania         | 2022  | 3        | 0      |
| Total            | Total | 44       | 14     |

## Palmares
Bayern München 
- Bundesliga : 2018–19, 2019–20, [36] 2020–21, [20] 2021–22
- DFB-Pokal : 2018–19, 2019–20
- DFL-Supercup : 2018, 2020, 2021 [37]
- UEFA Champions League : 2019–20 [38]
- Supercupa UEFA : 2020 [39]
- Cupa Mondială a Cluburilor FIFA : 2020 [40]

Germania sub 17
- Vice-campion la Campionatul European de Fotbal sub-17 : 2012 [41]

Germania Olimpică
- Medalia de argint la Jocurile Olimpice de vară : 2016 [42]

Germania
- Cupa Confederațiilor FIFA : 2017 [43]

Individual
- Medalia Fritz Walter la aur (U-17): 2012 [44]
- Gheata de argint la Cupa Confederațiilor FIFA: 2017 [45]
- Minge de bronz al Cupei Confederațiilor FIFA: 2017 [45]
- Echipa sezonului UEFA Champions League: 2019–20 [46]
- Echipa sezonului din Bundesliga: 2017–18, [47] 2020–21 [48]
- Desemnat de către Kicker în Echipa sezonului din Bundesliga: 2020–21 [49]
- Desemnat de către VDV în Echipa sezonului Bundesliga: 2020–21 [50]